# 濃野滋
濃野滋（こいの しげる、1925年1月26日 - 没年不明）は、日本の通産官僚。通産事務次官、川崎製鉄副社長、同社副会長などを務めた。

## 来歴
東京府出身。旧制東京高等学校から東京帝国大学法学部政治学科に入学。1947年 東京帝国大学法学部政治学科を卒業。東京帝大時代の仲間に大蔵省に入省する渥美謙二がいた。同年11月 商工省に入省。振り出しは総務局総務課（現在の大臣官房総務課）。
通商局輸出振興部輸出保険課長、通商局経済協力部資本協力課長、企業局産業立地部工業用水課長、在中国日本大使館一等書記官などを務める。
1970年7月17日 重工業局重工業課長。1971年6月15日 大臣官房総務課長。田中角栄が大臣に就任した際には小長啓一を秘書官に推した。1972年6月23日 大臣官房参事官。1973年7月25日 貿易局長。1974年6月18日 大臣官房長。1976年7月27日 産業政策局長。1978年6月20日 通商産業事務次官。1980年1月22日 通商産業省顧問。
1982年1月 川崎製鉄顧問。1984年6月 同社専務取締役。1987年6月 同社取締役副社長。その後は同社取締役副会長に就く。